# Kiyoshi Itō
Det här är en artikel om en person med japanskt personnamn; Itō är familjenamnet.
Itō Kiyoshi (伊藤 清, Itō Kiyoshi), född 7 september 1915 i nuvarande Inabe, död 10 november 2008 i Kyoto, var en känd japansk matematiker som utarbetade den stokastiska kalkylen (även kallad Itō-kalkyl). Han konstruerade den stokastiska integralen, och har även gett namn åt Itōs lemma.

## Biografi
Itō föddes i Hokusei (Inabe) i Mie prefektur beläget på japanska huvudön Honshū. Efter avslutade realskolestudier studerade han matematik vid Tokyos Kejserliga universitet, där han vid 23 års ålder tog sin examen. Därefter började han arbeta på Japans nationella statistiska myndighet, där han publicerade två av sina arbeten avseende sannolikhet och stokastiska processer.
1945 disputerade han på en avhandling On stochastic processes. Sju år senare blev han professor vid Kyoto universitet, en post som han innehade fram till sin pension 1979.  I övrigt hade han även en gästprofessur vid Århus universitet mellan 1966 och 1969 samt dito även på Cornell University mellan 1969 och 1975.
Itō kunde flera språk och skrev även på kinesiska, tyska, franska och engelska.

## Utmärkelser
- Itōs formel hyllades vid en finanskonferens några år efter att han skapat lemmat. Itō var en sann matematiker, som blev lätt förvirrad vid all uppståndelse och hävdade att han inte mindes hur han härledde formeln första gången.

- 1987 blev han tilldelad Wolfpriset i matematik[13]

- Itō tilldelades 2006, som den förste prismottagaren, Carl Friedrich Gauss-priset(en) för sin livslånga framgångsrika insats. Då han själv inte kunde resa till Madrid för att mottaga medaljen skedde överlämnandet från Kung Juan Carlos I av Spanien till Itōs yngsta dotter Junko Itô (professor i lingvistik vid Kaliforniens universitet i Santa Cruz, specialiserad inom fonologi).[14][12]

- I oktober 2008 hedrades den 93-årige Itō även med den Japanska kulturorden bara några veckor före sin bortgång. Prisutdelningsceremonin för orden hölls i Kejsarens palats, Kōkyo.